# Chittagong Hill Tracts

Bandera de les Shanti Bahini

Divisió de Chittagong, on es troba la Chittagong Hills Tracts

Chittagong Hill Tracts (bengalí পার্বত্য চট্টগ্রাম Parbotto Chôṭṭogram) és un territori autònom de Bangladesh. Inicialment fou un districte format per tres subdistrictes tribals habitats per nombroses ètnies; el subdistrictes eren Khagrachari, Rangamati, i Bandarban que el 1984 foren elevats a districte i el conjunt va deixar d'existir com entitat administrativa, però va romandre com a regió diferenciada de Bangladesh teatre d'un conflicte armat. Després de l'acord de pau de 1997 es va formar un Consell Regional electe pels tres districtes, el qual té algunes competències sense poder decisori i sense capacitat per frenar la colonització dels bengalís.
La seva superfície és de 13.180 km² i la població estimada el 1991 era de 974.447 dels que més de la meitat es creu que eren membres de les minories ètniques (els grups tribals com són anomenats) coneguts col·lectivament com a jumma, que inclouen el chakmes, marmes, tripures, tenchungyes, chaks, pankhos, mrus, murungs, bawms, lushais, khyangs, bomangs i khumis entre d'altres, que són budistes, hinduistes, cristians o animistes (els bengalís són musulmans). El 1947 els no musulmans eren el 98%. Actualment s'estima que la població és d'un milió i mig i el repartiment entre tribals i bengalís i entre musulmans i altres religions està igualat degut a l'enviament de milers de colons bengalís pel govern de Bangladesh.

## Història
Els lushais i kukis de les muntanyes van atacar als britànics a partir de la segona meitat del segle xviii. La primera vegada que s'esmenten els seus atacs són en una carta del 10 d'abril de 1777, en què es parla del cap muntanyès Ramu Khan; els atacs van contunuar fins al 1891 quan els Lushai Hills foren annexionats al territori britànic.
El territori d'aquestes muntanyes formava nominalment part del districte de Chittagong des del 1760, però estava sense govern que es va anar establint de mica en mica. El 1860 fou separat i constituït en territori separat sota un Superintendent; el 1867 es van ampliar les facultats del superintendent que fou designat llavors com submissionat de les Comarques Muntanyoses (Hill Tracts). El territori fou la base de les campanyes contra els Lushai fins al 1891 però després fou rebaixat a subdivisió a càrrec d'un comissionat ajudant supeditat al comissionat de la divisió (1892).
La seva població era:
- 1872: 69.607 (estimació)
- 1881: 101.597
- 1891: 107.286
- 1901: 124.762

Els pobles dels turons de Chittagong van mantenir l'autonomia sota govern dels britànics; el 1900 es va restablir el districte i van rebre un estatus especial (Chittagong Hill Tracts Regulation, 1900) similar als estatuts que protegien altres regions tribals. Es va didvidir en tres cercles o subdistrictes: Bomong, Chakma i Mong amb caps natius al front.
La situació no va variar amb la independència: el districte va quedar en poder del Pakistan a causa del vot del conjunt de la divisió i a les pressions britàniques, però es va preservar el seu estatus.
Als anys seixanta es va construir la resclosa hidroelèctrica de Kaptai que va provocar la revocació de l'estatut el 1964 i els emigrants bengalís van poder entrar al districte.
El 1969 les tribus ja eren minoria. Aquestes, i en especial els chakma, marma i khyangs van protestar repetidament i el 1972, després de la independència de Bangladesh, van formar la Shanti Bahini (Força de Pau) dirigida per l'organització Parbattya Chattagram Jana Sanghati Samiti (PCJSS, Chittagong Hill Tribal People's Coordination Association) dirigida pels germans Jyotindra Bodhipriya Larma i Manobendra Narayan Larma. Els atacs a emigrants bengalís el 1986 van provocar una forta repressió i la fugida de cinquanta mil tribals als països veïns.
L'exèrcit es va desplegar per la zona i es va iniciar una guerra oberta. El 1989 el govern va crear tres districtes autònoms: Khagrachari, Rangamati, i Bandarban, governats per líders tribals electes i amb control sobre la seva regió i els seus recursos naturals. Negociacions amb els Shanti Bahini van començar el 1992, i es va acordar una aturada d'operacions.
El 1994 el líder dels Shanti Bahini, J.B. Larma, va amenaçar de reprendre la guerra perquè les negociacions no avançaven. El juny de 1996 va arribar al poder a Bangladesh la Lliga Awami, dirigida per Hasina Wajes, germana del fundador de l'estat, Mujibur Rahman, que va decidir accelerar les converses. El partit opositor, el Partit Nacionalista de Bangladesh (Bangladesh Nationalist Party, BNP), es va oposar obertament i amb manifestacions al carrer, però les converses es van reprendre el 10 de desembre de 1996 i es va prorrogar l'aturada de l'activitat militar.
En el període de treva s'havia incorporat a la lluita el grup anomenat Tigres d'Alliberament del Nord-est (North-Eastern Liberation Tigers), que tenia el suport de grups de Tripura i Manipur.
L'acord de pau fou signat el 2 de desembre de 1997 i establia la creació d'un consell regional dels tres districtes autònoms amb 22 membres (tots tribals) el president del qual seria a més a més ministre d'Estat en el govern de Bangladesh. El govern autònom tindria competència en policia, administració pública, justícia, i desenvolupament. Els Shanti Bahini van lliurar les armes però no van aconseguir l'expulsió dels emigrants bengalís, si bé l'exèrcit bangladeshí seria retirat de la zona. La venda de terres dels tribals quedava subjecte a l'autorització del consell regional. El Consell d'Estudiants dels Turons (Hill Students Council) es va oposar a l'acord, reclamant més autonomia, i el Partit Nacionalista va organitzar més manifestacions en contra.
Jyotindra Bodhipriyo (Shantu) Larma, el líder dels Shanti Bahini, fou nomenat president del Consell Regional (CHTRC) el 7 de setembre de 1998 i tot seguit foren nomenats també els altres 21 membres, fins a les eleccions, però van sorgir diferències sobre el nomenament de 3 representants dels bengalís. El 27 de maig de 1999 Larma fou finalment investit president.
El 2003 molts tribals s'havien començat a unir en una nova Shanti Bahini per manca d'implementació de l'acord però el partit Parbattya Chattagram Jana Sanghati Samiti va aconseguir evitar l'esclat del conflicte.